# La Mandubienne
La Mandubienne est une bière artisanale de la microbrasserie des Trois Fontaines, de Bretenière (15 km au sud-est de Dijon) en Côte-d'Or, région Bourgogne-Franche-Comté. 
Elle est baptisée du nom des Mandubiens, ancien peuple gaulois de la région d'Alésia, en Bourgogne actuelle.

## Historique
En 2001, Virgile Berthiot et son épouse Peggy désirent faire revivre la tradition brassicole régionale bourguignonne historique ancestrale passée (une vingtaine de brasseries en Côte d’Or entre les années 1900 et années 1950). Ils fondent la microbrasserie des Trois Fontaines à Fénay, puis emménagent leur installation pour s'agrandir, dans la commune voisine de Bretenière en 2010. Ils produisent des bières artisanales blondes, brunes, ambrées, blanches, spéciale, à fermentation haute (ajout de levure de bière), mise en garde (refroidissement de la bière), non filtrée, refermentée en bouteille, sans pasteurisation, à base de houblons aromatiques typiques de la région dijonnaise et de malt produit dans les environs de la commune voisine de Brazey-en-Plaine.

## Production
- La Mandubienne blonde, à base de malts de printemps (orge et houblon alsacien).
- La Mandubienne blonde spéciale.
- La Mandubienne brune, à base de malt torréfié.
- La Mandubienne ambrée, à base de malt caramélisé.
- La Mandubienne blanche, à base de malt d'orge et de froment.
- La Téméraire blonde, au marc (eau-de-vie) de Bourgogne.
- La Téméraire ambrée, au cassis de Bourgogne.
- La Téméraire blanche, aux pain d'épices de Dijon.